# Session 9
Session 9 è un film del 2001 diretto da Brad Anderson.
Si tratta di un horror psicologico, primo nel genere del regista statunitense.

## Trama
Gordon Fleming, uomo di mezza età in crisi matrimoniale, per risollevare le sorti della ditta di bonifica di cui è socio ottiene l'appalto per lo smantellamento dell'amianto nel vecchio manicomio di Danvers, nel Massachusetts, abbandonato dal 1985. Poiché si trova in gravi difficoltà economiche, promette di completare il lavoro in una sola settimana, nonostante il lavoro richiederebbe dalle due alle tre settimane. Il suo staff è composto da: Phil, il suo vice; Mike, un ex studente di legge informato sulla storia del manicomio; lo scanzonato Hank; il nipote Jeff, che soffre di paura patologica del buio.
Mentre esamina l'ala dell'edificio adibita ai casi peggiori, a Gordon pare di sentire una voce che lo saluta. Il lunedì successivo iniziano i lavori. Nei sotterranei, Mike trova una scatola contenente nove sessioni audio registrate riguardanti Mary Hobbes, una paziente che soffriva di disturbo dissociativo della personalità. Mike inizia ad ascoltare i nastri. Nelle sessioni, lo psichiatra di Mary tenta di farle svelare i dettagli relativi a un fatto accaduto a casa sua due decenni prima; la giovane mostra almeno tre personalità oltre alla sua ("la principessa", "Billy" e "Simon"). Nel frattempo, Hank scopre nel crematoio un nascondiglio di vecchie monete d'argento da un dollaro e altri oggetti di valore. A tarda notte torna all'ospedale per recuperare gli oggetti e scopre fra di essi un orbitoclasto per lobotomia. Mentre va via, ode dei rumori e intravede una figura oscura; terrorizzato, fugge ma subito dopo viene aggredito.
Il giorno successivo Hank non si presenta al lavoro. Gordon confida a Phil di aver schiaffeggiato sua moglie Wendy dopo che lei lo aveva inavvertitamente bruciato con l'acqua bollente della pasta e che lei si rifiuta di rispondere alle sue telefonate e di fargli vedere la loro figlia neonata. In una tromba delle scale dell'ospedale, Jeff vede Hank guardare fuori da una finestra con indosso gli occhiali da sole, parlando da solo. Sconvolto, il ragazzo si reca dai compagni, che si separano per cercare Hank. Mike però, in preda a un'inquietudine crescente, si reca nel sotterraneo per continuare ad ascoltare i nastri. Jeff e Phil scendono nei tunnel sotto l'ospedale e, dopo essersi separati a causa della paura del buio del ragazzo, Phil trova Hank, mezzo nudo, che borbotta a ripetizione una frase («Che ci fai qui?»). Improvvisamente il generatore elettrico esaurisce il carburante, lasciando Jeff terrorizzato nell'oscurità. Mike si reca all'esterno e ripristina l'elettricità; il nastro riprende a scorrere nella nona sessione, che rivela che una delle personalità di Mary, "Simon", fu quella che spinse l'allora ragazzina ad accoltellare a morte il fratellino e i genitori. Phil trova Gordon nell'ex stanza d'ospedale di Mary (che si trova nell'ala dell'edificio in cui stavano le persone più gravi), ove fissa le foto del battesimo di sua figlia che aveva precedentemente incollato al muro, come erano soliti fare i pazienti. Jeff riesce a uscire dai sotterranei e viene aggredito da una persona che non viene mostrata.
Il giorno seguente, venerdì, Gordon arriva all'ex manicomio e trova Hank a terra, avvolto in teli di plastica, con l'orbitoclasto che gli sporge dall'occhio. Gordon viene quindi affrontato da Phil, che gli dice ripetutamente di svegliarsi e di ricordare. Nel frattempo arriva Craig, il sostituto assunto per sostituire Hank, e vede Gordon che parla da solo nei pressi di Hank moribondo. Gordon aggredisce e uccide Craig con lo stesso orbitoclasto. L'uomo, in grave stato confusionale, trova i corpi di ciascuno dei suoi dipendenti in varie stanze dell'ospedale e ricorda finalmente di aver aggredito e ucciso ciascuno di loro. A causa dello stress per il lavoro che andava male e alla mancanza di riposo dovuto all'arrivo della piccola, aveva ucciso Wendy, la figlioletta e il cane dopo che, rientrato a casa per festeggiare il nuovo contratto, aveva urtato per sbaglio la pentola con l'acqua bollente, ustionandosi la coscia. Nella sua mente rimbombava la voce di "Simon" che lo esortava a farlo.
Sconvolto, Gordon tenta confusamente di telefonare a casa sua per scusarsi con Wendy. Nel frattempo, nel sotterraneo, il registratore va avanti: viene riprodotto un estratto del nastro della nona sessione, ove lo psichiatra chiedeva a Mary, nei panni di "Simon", dove vivesse: la donna, con un'agghiacciante voce maschile, risponde che vive nei deboli e negli umiliati.

## Produzione
Girato con un budget minimo e senza effetti speciali, il film ruota attorno ai soli cinque attori. Per la realizzazione della pellicola, Anderson si è ispirato a tre film che a loro modo hanno segnato la cinematografia horror: Shining, The Blair Witch Project - Il mistero della strega di Blair e The Kingdom - Il regno.

### Sviluppo
Session 9 è stato il primo film horror di Brad Anderson, dopo aver diretto due film comici romantici, Prossima fermata Wonderland (1998) e Happy Accidents (2000). Anderson descrive Session 9 come una «tragedia americana» e afferma che lui e lo sceneggiatore Stephen Gevedon miravano «a sovvertire le convenzioni del cosiddetto genere horror che esiste ora», che descrive come «meno horror di quanto non sia un thriller per adolescenti».
La trama del film è stata ispirata dal caso di Richard Rosenthal, un omicidio accaduto a Boston a metà degli anni '90, in cui l'uomo uccise sua moglie dopo che gli aveva stracotto accidentalmente la cena, quindi ne aveva estratto cuore e i polmoni e li aveva messi su di un palo in cortile. Anderson afferma che si era anche ispirato alla storia del Danvers State Asylum, un ex ospedale psichiatrico di Danvers (Massachusetts), luogo delle riprese.
A Venezia... un dicembre rosso shocking, diretto da Nicolas Roeg, è stata un'altra ispirazione per il film. Anderson ha dichiarato che per trasmettere meglio il climax si è avvalso di toni inquietanti con l'uso subliminale di rumori animali e meccanici.

### Riprese
La maggior parte del film è stato girato in una piccola area del Danvers Asylum; secondo l'attore David Caruso, il resto dell'edificio era «non sicuro» per le riprese. Caruso ha affermato inoltre che i set non avevano dovuto essere allestiti poiché tutti gli oggetti di scena presenti nel film erano già lì, all'interno dell'edificio: «Era un posto in cui non ti sentivi mai a tuo agio. Il terzo giorno ci stavamo lanciando palloncini d'acqua perché era così divertente essere lì... Era sempre spaventoso. Puoi davvero sentire il dolore delle persone che hanno attraversato Danvers. È un ambiente difficile. Non è divertente. È sul film. Non dovevano allestire alcun set o altro. Tutta quella roba era lì. Il governo federale lo ha dismesso circa trent'anni fa. Era un posto terrificante». È stato uno dei primi film a essere girato in digitale HD a 24p.

## Distribuzione
Session 9 è stato presentato in anteprima al Fantasia Festival nel luglio 2001. È stato distribuito ai cinema statunitensi il 10 agosto successivo.
In Italia la pellicola è stata distribuita a partire dal 14 settembre 2001 e poi trasmesso in prima visione assoluta il 18 novembre 2024 sul circuito nazionale 7 Gold.
Negli Stati Uniti d'America, USA Films e Universal Home Entertainment hanno distribuito un DVD il 26 febbraio 2002. Un'edizione Blu-ray è stata pubblicata nell'agosto 2016 da Scream! Factory di Shout! Studios.

## Accoglienza

### Incassi
Session 9 ha incassato negli Stati Uniti un totale di 378 176 dollari. Il film ha avuto un maggiore successo all'estero, incassando poco più di 1.2 milioni di dollari.

### Critica
Su Rotten Tomatoes il film ha ottenuto il 68% di giudizi positivi da 75 recensori. Metacritic gli assegna un voto medio di 58/100, basato su 16 recensioni.
Alcuni critici hanno elogiato l'atmosfera oscura e inquietante del film e la mancanza di sangue. Entertainment Weekly lo ha definito «un film con un'atmosfera da cinema verità da incubo». Rolling Stone lo ha definito «colonna vertebrale» e ha lodato la regia di Brad Anderson. Il Los Angeles Times ha scritto: «Session 9 è così efficace che il suo senso di incertezza indugia molto tempo dopo che le luci della sala si sono accese». Bloody disgusting ha classificato il film quinto nella sua lista dei venti migliori film horror degli anni 2000, scrivendo: «Session 9 non è un film horror economico, di bassa lega e immediatamente dimenticabile, ma un viaggio psicologicamente profondo e profondamente inquietante oltre il limite e nell'abisso della mente umana». La rivista Slant Magazine lo ha paragonato favorevolmente al già citato film del 1973 di Nicolas Roeg A Venezia... un dicembre rosso shocking, scrivendo: «Il lato creepy di Anderson non è minimamente paragonabile alla [sua] profondità, ma il ritmo antiquato del film e le riprese rivelatrici riportano alla mente i mondi onirici, terrificanti e unici, di Roeg».
Altri recensori hanno criticato il finale del film. Variety ha scritto una recensione negativa: «Mentre il film suscita una paranoia nervosa e inquietante, alla fine non sa cosa fare con ciò che ha creato». Il San Francisco Chronicle ha affermato: «La storia non è all'altezza, i personaggi sono poco descritti e il finale a sorpresa è artificioso e poco convincente». Il Village Voice ha scritto: «La sceneggiatura di Session 9 è così scadente che perfino attori caratteristi vivaci come David Caruso, Peter Mullan e Brendan Sexton III restano bloccati». Dave Kehr, in una recensione per il New York Times, elogia le performance «impeccabili» e i dialoghi «operai», ma critica il ritmo che «spesso sembra lungo e senza scopo», e conclude che il film «perde ogni senso di urgenza o struttura» a causa della scelta di Anderson di lasciare non dichiarati i collegamenti tra gli eventi.